# ルリチョウ

ルリチョウ（瑠璃鳥、学名：Myophonus insularis）は、スズメ目ヒタキ科に分類される鳥類の一種。

## 形態
体長は、およそ30cmである。
嘴と脚は黒く、翼を含める全身は光沢の入った藍黒色である。虹彩は赤褐色である。

## 分布
台湾で、留鳥として分布している。

## 生態
主に山地から低地の森林や、内陸の湿地、川などに生息しているが、近年は都市部でも観察されるようになっている。
主に昆虫などの無脊椎動物、カエルやトカゲ、小魚などを摂食している。ツバメの卵やヒナを捕食する個体も観察されている。
繁殖期は3月末から9月上旬である。
木の中の空洞、トンネルの壁、水面から2-5m上の川岸の穴などに木の枝、葉、コケを使って直径10cm、高さ10cm、深さ5.5cmの皿状の巣を作り、赤褐色の斑の入った淡いピンク色の卵を3-4個産む。卵は、孵化までの18日メスが抱卵する。孵化したらオスとメスが交代でヒナに給餌をする。21日経つとヒナは巣を離れることができる。